# Blodiga söndagen (1965)
För andra betydelser, se Den blodiga söndagen.

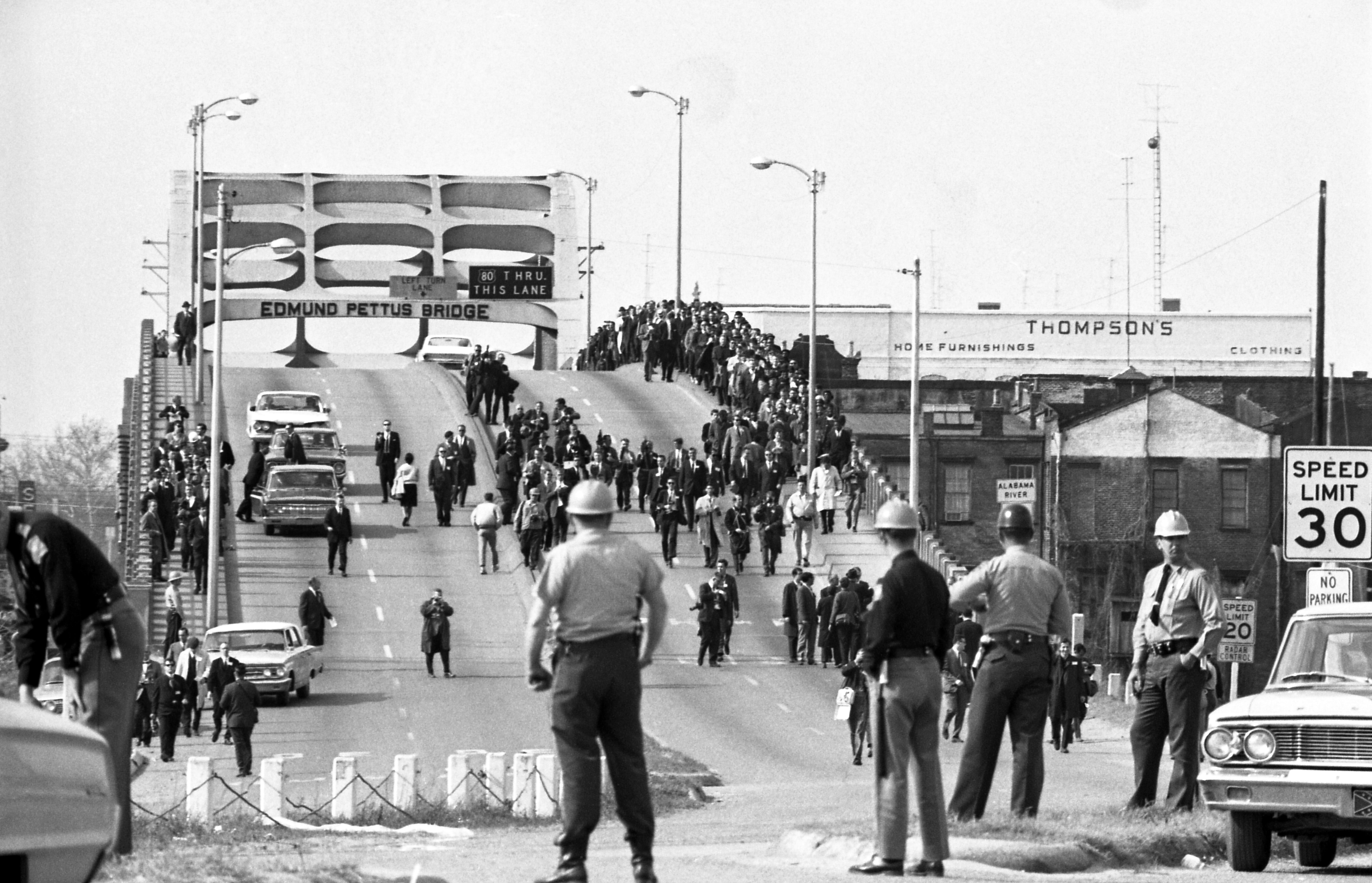
Polisen inväntar demonstranterna på Edmund Pettus Bridge den blodiga söndagen 7 mars 1965.

Blodiga söndagen (engelska: Bloody Sunday) kallas händelserna söndagen 7 mars 1965 vid vilken en protestmarsch mellan Selma i Alabama och dess huvudstad Montgomery stoppades med våld av polis. Marschen genomfördes i den amerikanska medborgarrättsrörelsens regi i syfte att väcka uppmärksamhet mot att det försvårades för svarta utnyttja sin rösträtt samt en dödsskjutning i samband med tidigare rösträttsdemonstrationer i Selma.
Marschen som utmynnade i den blodiga söndagen var den första av tre marscher till Alabamas huvudstad Montgomery. Vid det andra försöket avbröts marschen av Martin Luther King, för att respektera det domstolsbeslut som förbjöd en marsch till Montgomery. Vid det tredje tillfället nådde marschen ända fram och i det påföljande mötet deltog tusentals personer. Sträckan är idag minnesmärkt och listad i och utmärkt som U.S. National Historic Trail, med namnet Selma To Montgomery Voting Rights Trail.

## Händelseförlopp
Söndagen den 7 mars 1965 begav sig 600 medborgarrättsaktivister och rösträttsaktivister i Selma för att marschera till Montgomery. Marschen avlöpte väl tills den nådde bron Edmund Pettus Bridge. På andra sidan stod en poliskedja med kravallpolis och beriden polis. En av ledarna för marschen, pastor Hosea Williams, försökte tala med polisbefälet men fick till svar att det inte fanns något att diskutera. Omedelbart därefter gick polisen till attack med beriden polis, batonger och tårgas. Sjutton av marschdeltagarna fick allvarliga skador och en av dessa var Amelia Boynton Robinson. Bilder på hur hon blev nedslagen och räddad av sina kamrater hamnade på förstasidan på tidningar över hela världen. Attacken filmades dessutom av TV, och polisens våldsamheter väckte sympati och stöd inte bara för deltagarna i marschen utan för hela den amerikanska medborgarrättsrörelsen.